# Télécoms Sans Frontières
Télécoms Sans Frontières o TSF (en español: Telecoms Sin Fronteras) es una organización no gubernamental humanitaria especializada en el uso de las telecomunicaciones de emergencia y que interviene en situaciones de emergencia dentro del contexto humanitario, en zonas de conflicto o en áreas golpeadas por desastres naturales proporcionando comunicación satélite a la población afectada y a otras organizaciones humanitarias.

## Historia
Durante las diferentes experiencias humanitarias a lo largo de la primera guerra del Golfo y la guerra de los Balcanes entre 1991 y 1997, los fundadores de TSF se dieron cuenta de que además del cuidado médico y de la alimentación, había una necesidad real de telecomunicaciones dentro de los contextos de emergencia.
Para satisfacer esta necesidad, TSF se fundó en 1998 y comenzó oficialmente sus operaciones en campo con su primera misión durante la guerra de Kosovo para ofrecer llamadas por satélite a los refugiados que huían del conflicto. Durante los años siguientes, TSF expandió sus operaciones dando soporte también a los actores que trabajaban  en las crisis humanitarias. En 2001, se estableció el primer centro de telecomunicaciones en Afganistán para ayudar a las ONG internacionales activas en el área a través sistemas de comunicación vía satélite por Internet.
Entre 2003 y 2006, TSF abre dos oficinas regionales en Tailandia y Nicaragua (la oficina regional actual para las Américas abrió sus puertas en México en 2016) y se convierte en socia de dos grupos internacionales de ayuda humanitaria: la Dirección General de Protección Civil Europea y Operaciones de Ayuda Humanitaria (ECHO) y el Clúster de Telecomunicaciones de Emergencia (ETC) fundado por la  Oficina de Naciones Unidas para la Coordinación de Asuntos Humanitarios (OCHA) y supervisado por Unicef, el Fondo de Emergencia Internacional de los Niños de las Naciones Unidas (actualmente ETC está dirigido por el PMA, el Programa Mundial de Alimentos). ).

## Organización
TSF tiene su sede en Pau (Francia) y dos oficinas regionales en Bangkok (Tailandia) y Guadalajara (México). Dos representantes de TSF también están ubicados en Washington D. C. y Londres para dar soporte a las actividades de desarrollo de TSF.
El gobierno de la organización está garantizado por un Consejo de Directores:
- Mr. Jean-François Cazenave - Presidente
- Mr. Robert Chassagnieux - Vicepresidente
- Mr. Jean-Claude Laurent – Secretario General Secretary
- Mr. François Meyer - Tesorero
- Ms. Christiane Constant - Miembro de la junta no ejecutiva
- Mr. Daniel Nataf - Miembro de la junta no ejecutiva

## Actividades
Las principales áreas de intervención de TSF incluyen la respuesta a desastres, el desarrollo de capacidades, la educación, la reducción de la brecha digital y la protección y asistencia.
- Respuesta a desastres: tras los desastres naturales o crisis humanitarias, TSF proporciona servicios de llamadas telefónicas y conexión a internet a las poblaciones afectadas y a los otros actores humanitarios activos en la emergencia.
- Desarrollo de capacidades: TSF organiza actividades de capacitación para gobiernos locales, ONG y otros organismos internacionales para formarlos en el uso de tecnologías en emergencias.
- Educación: TSF implementa proyectos para brindar oportunidades educativas a través de tecnologías digitales a niños en áreas afectadas por conflictos o crisis humanitarias.
- Reducción de la brecha digital: TSF crea centros de TIC en áreas no conectadas para proporcionar diferentes tipos de servicios de TIC, como conexión a internet y diferentes programas de formación en habilidades digitales, para la población local, incluidas escuelas, organizaciones de salud, ONG y otras asociaciones locales.
- Protección y asistencia: TSF implementa actividades para ayudar a las víctimas de situaciones prolongadas de inestabilidad y crisis causadas por el cambio climático, desastres naturales o conflictos. Estas actividades incluyen telediagnóstico, sistemas de alerta temprana, eHealth, seguridad alimentaria, recopilación de datos y alerta por SMS.

## Experiencia
Centro de llamadas de emergencia: sistema de telecomunicaciones que permite el uso de comunicaciones sobre IP en situaciones de emergencia humanitaria.
- Instant Network mini: Estación base GSM basada en satélites desarrollada por TSF y Vodafone Foundation para configurar redes móviles temporales en situaciones de emergencia.
- mLearning kit: Kit de e-aprendizaje: el kit consta de tabletas Android, un servidor de bajo consumo con contenido educativo digital (Raspberry Pi), un ordenador portátil y un router Wi-Fi para compartir la conexión y crear la red. Todo el kit está alimentado por batería para poder funcionar de forma autónoma durante 1 día.
- Sistema de visualización de información humanitaria: sistema de visualización digital gestionado de forma remota para difundir información sobre las rutas de migración y los campamentos de refugiados.
- Servicios móviles por satélite: terminales portátiles por satélite que pueden proporcionar acceso a Internet, telefonía o ambos.
- Servicios satelitales fijos (FSS):  Generalmente denominados servicios VSAT, se despliegan en áreas remotas, campamentos de refugiados y en las primeras horas de un desastre natural para proporcionar conectividad a Internet en beneficio de las ONG que trabajan en el campo y las poblaciones a las que están ayudando.
- Recopilación de información: sistemas de recopilación de información a través de Internet o SMS destinados a, por ejemplo, estimar la cantidad de personas afectadas por un desastre, evaluar la tasa de vulnerabilidad de una población o medir el impacto de una acción.

## Socios
- Inmarsat[1]
- Vodafone Foundation[2]
- Eutelsat[3]
- AT&T[4][5]
- European Community Humanitarian Aid Office[6]
- Thales Foundation[7]
- PCCW Global[8]
- Capacity Media[9]
- Evox trading[10] - VoIP Carrier
- IT Cup[11]
- Communauté d'agglomération de Pau-Pyrénées
- Friends of Telecoms Without Borders[12]
- Speedcast[13]